# Nyctophilus holtorum
Nyctophilus holtorum — вид рукокрилих ссавців родини лиликових (Vespertilionidae). Описаний у 2021 році. Ендемік Австралії. Поширений на південному заході штату Західна Австралія. Раніше його плутали з Nyctophilus gouldi.

## Етимологія
Названий на честь покійного доктора Джона Голта та пані Мері ХГолт на знак їхньої щедрої довгострокової підтримки австралійських досліджень та збереження біорізноманіття.